# 霍赫博恩
霍赫博恩是德国莱茵兰-普法尔茨州的一个市镇。总面积3.56平方公里，总人口423人，其中男性214人，女性209人（2011年12月31日），人口密度119人/平方公里。